# Antoni Nagórny
Antoni Nagórny (ur. 23 stycznia 1821 w Jachimówce, zm. 24 listopada 1896 w Grodzisku) – polski ekonomista, bankowiec, działacz spółdzielczy.

## Życiorys
Urodził się 23 stycznia 1821 we wsi Jachimówka w powiecie płoskirowskim w rodzinie Kaspra i jego żony Józefy z domu Niwińskiej. Początkowe nauki pobierał w szkole w Niemirowie i w Kamieńcu. Studia na wydziale prawnym rozpoczął w 1841 roku na Cesarskim Uniwersytecie w Petersburgu. Po dwóch latach przeniósł się na wydział nauk kameralnych (skarbowych). Ukończył studia w 1845 i rozpoczął praktykę adwokacką. W 1850 zaprzestał adwokatury i przeniósł się na Kaukaz do Kutaisi, gdzie nauczał matematyki, nauk przyrodniczych i gospodarstwa wiejskiego w gimnazjum. Następnie podjął pracę w Izbie Skarbowej w Tyflisie
W 1855 dostał wezwanie, przeniósł się do Warszawy i podjął pracę w Najwyższej Izbie Obrachunkowej, gdzie pracował na różnych stanowiskach do jej likwidacji w 1867.
W 1865 założył miesięcznik "Ekonomista", którego był również redaktorem naczelnym. Wokół czasopisma powstała grupa autorów zwolenników rozwoju spółdzielczości spożywców. W 1869 powstało Stowarzyszenie Spożywcze "Merkury" w którym Adam Nagórny został przewodniczącym zarządu.
W lipcu 1869 został dyrektorem wydziału przemysłu w Banku Polskim, w 1873 dyrektorem wydziału handlu. Wspólnie z Leopoldem Kronenbergiem i Julianem Wertheimem byli inicjatorami założenia pierwszego w Królestwie Polskim banku akcyjnego - Banku Handlowego.
W 1872 wraz z Tadeuszem Lubomirskim założył Warszawskie Towarzystwo Wzajemnego Kredytu. Był we władzach kilku zakładów przemysłowych:
- Towarzystwo Akcyjne Starachowickich Zakładów Górniczych,
- Towarzystwo Warszawskiej Fabryki Stali,
- Towarzystwo Kredytowe Warszawskie,
- Kolej Fabryczno-Łódzka.

Był zapalonym melomanem, grał dobrze na skrzypcach i był jednym ze współzałożycieli i członkiem Rady Warszawskiego Towarzystwa Muzycznego. 
Był członkiem Rosyjskiego Towarzystwa Geograficznego, Towarzystwa Rolniczego Kaukaskiego oraz Komisji Rewizyjnej Kasy Pożyczkowej Przemysłowców Warszawskich.
W 1865 ożenił się z Julią Barnard i miał jednego syna Stanisława Adama, który był inżynierem. Zmarł w Grodzisku 24 listopada 1896 i pochowany został na warszawskich Powązkach.